# Xochitl

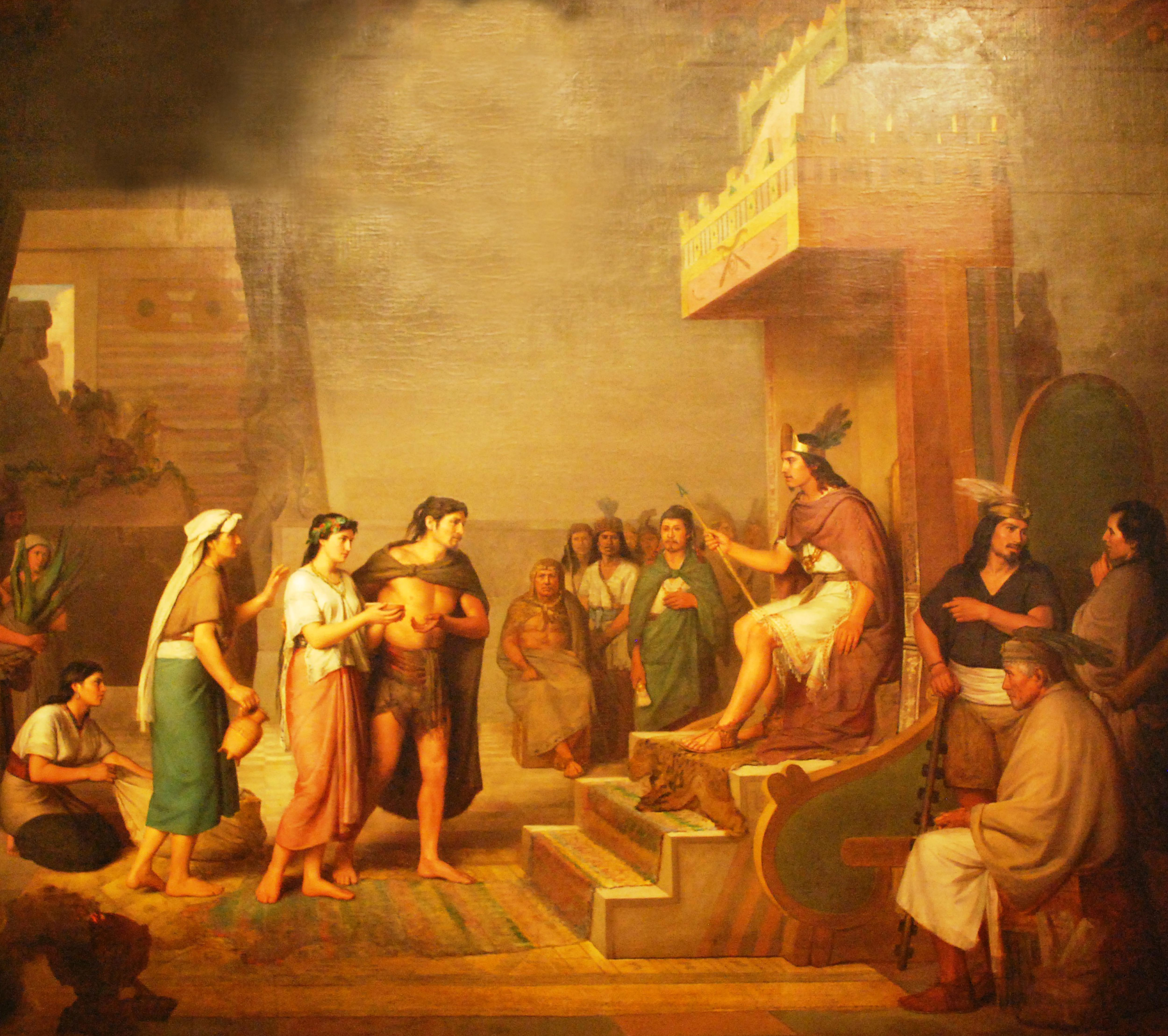
Papantzin stellt dem Tolteken-Kaiser Tecpancaltzin Iztaccaltzin seine Tochter Xochitl vor, José María Obregón (1832–1902), Museo Nacional de Arte, Mexiko-Stadt.

Xochitl oder Xóchitl (regierte 877–916) war eine toltekische Herrscherin und Frau von Tecpancaltzin Iztaccaltzin. Ihre Existenz jenseits der Legende ist allerdings fraglich und die Berichte über ihr Leben basieren hauptsächlich auf den Schriften des indigenen Historikers Fernando de Alva Ixtlilxóchitl (1568/78–1650).

## Hintergrund
Schon der Historiker Alfredo Chavero kam in seiner Untersuchung der zahlreichen unterschiedlichen Listen toltekischer Herrscher, die in Werken von Autoren wie Fernando de Alva Ixtlilxóchitl und Juan de Torquemada sowie in anonymen Quellen wie dem Codex Chimalpopoca enthalten sind, zu dem Schluss, dass die meisten der Berichte der Tolteken legendärer Natur sein müssen. Hauptindiz ist, dass die meisten Regierungszeiten der toltekischen Monarchen 52 Jahre dauerten, was genau der Dauer des 52-jährigen Zyklus der mesoamerikanischen Kalender entspricht. Dies gilt auch für die Geschichten, die zu Xochitl überliefert sind.

## Legende
Tecpancaltzin Iztaccaltzin war laut Fernando de Alva Ixtlilxóchitl je nach Zählung der achte oder neunte Tlatoani (Herrscher) des Toltekenreiches. Er begann seine Herrschaft, als seine vor ihm regierende Mutter, Xihuiquenitzin Ziuhcaltzin, um 830 starb.
Im Jahr 843 fand ein Adliger namens Papantzin heraus, wie man aus dem Saft (aguamiel del maguey) der Agave Pulque, eine Art von Zucker, herstellt. Er und seine Tochter Xochitl brachten den Zucker als Geschenk zu Tecpancaltzin Iztaccaltzin. Tecpancaltzin verliebte sich in Xóchitl, aber sie teilte seine Gefühle nicht. Er setzte sie in seinem Palast fest und erlaubte ihr nicht, ihn zu verlassen. Xóchitl wurde seine Frau und sie hatten einen Sohn namens Meconetzin, nachdem Tecpancaltzin bis dahin mit seiner ersten Frau Maxio nur Töchter hatte. In einer anderen Version macht Xóchitl zufällig die Entdeckung des Pulque und dem Monarchen soll das Getränk so gut gefallen haben, dass er Xóchitl kurzerhand heiratete.
Xóchitl drohte 846 zu gehen, aber Tecpancaltzin schaffte es, sie dort zu halten, indem er versprach, dass Meconetzin der nächste Tlatoani sein würde.
Mit dem Tod der Maxio wurde Xóchitl Herrscherin und Meconetzin Thronerbe.
Tecpancaltzin Iztaccaltzin wurde 877 oder 885 entthront, und Xóchitl wurde Herrscherin. Als sie älter war, brach ein Bürgerkrieg aus. Xóchitl rief andere Frauen auf, sich ihr im Kampf anzuschließen, und gründete und führte eine Einheit, die ausschließlich aus weiblichen Soldaten bestand. Sie starb auf dem Schlachtfeld.
In einer anderen Variante ist der Sohn von Xóchitl und Tecpancaltzin Topiltzin, der in den Listen letzte (oder vorletzte) Herrscher vor dem Ende des Toltekenreichs. Während der letzten Schlacht der Tolteken werden die Eltern Tecpancaltzin und Xóchitl gemeinsam auf dem Schlachtfeld erschlagen.

## Darstellungen in der Kunst
Ein bekanntes Gemälde von Xóchitl und Tecpancaltzin, El descubrimiento del pulque, wurde 1869 vom mexikanischen Künstler José Obregón fertiggestellt. Es zeigt Xóchitl als schöne Jungfrau mit ihrem Vater und dem Getränk vor dem thronenden Tecpancaltzin. Das Gemälde war Teil eines kulturellen Aufschwungs des mexikanischen Nationalismus während dieser Zeit, steht jedoch vollständig im Einfluss der klassischen europäischen Kunstsymbolik des 19. Jahrhunderts.
Judy Chicago widmete ihr eine Inschrift auf den dreieckigen Bodenfliesen des Heritage Floor ihrer 1974 bis 1979 entstandenen Installation The Dinner Party. Die mit dem Namen Xochitl beschrifteten Porzellanfliesen sind dem Platz mit dem Gedeck für Sacajawea zugeordnet.